# Anolis grahami
Anolis grahami, comúnmente conocido como abaniquillo turquesa de Jamaica y abaniquillo de Graham, es una especie de lagarto de la familia Dactyloidae. La especie es originaria de la isla de Jamaica, aunque también ha sido introducida en el territorio de Bermudas. Es una de las muchas especies diferentes de lagartijas Anolis que se encuentran en Jamaica. Hay dos subespecies reconocidas.

## Descripción
La parte anterior del cuerpo del Anolis grahami suele ser de un intenso color esmeralda o aguamarina, mientras que el tronco y las patas son de un azul intenso y brillante. Tiene un pliegue gular de color naranja brillante. La mitad superior de la cola es de un azul profundo, mientras que la mitad inferior es de un violeta brillante. Su parte inferior suele ser de color gris azulado claro. En algunos casos, especialmente en las hembras y los individuos más jóvenes, estos colores pueden estar un poco apagados, aunque todavía bastante son llamativos. Los machos adultos pueden ser excepcionalmente coloridos; llegando incluso a observarse lagartos de color azul turquesa puro.

El macho adulto de Anolis grahami puede crecer hasta una longitud total de 16 centímetros y una longitud hocico-cloaca (LHC) de 8 cm; las hembras son más pequeñas que los machos. Durante enfrentamientos por territorio o cuando se sienten amenazados, los machos pueden levantar una pequeña cresta dorsal sobre sus cabezas.

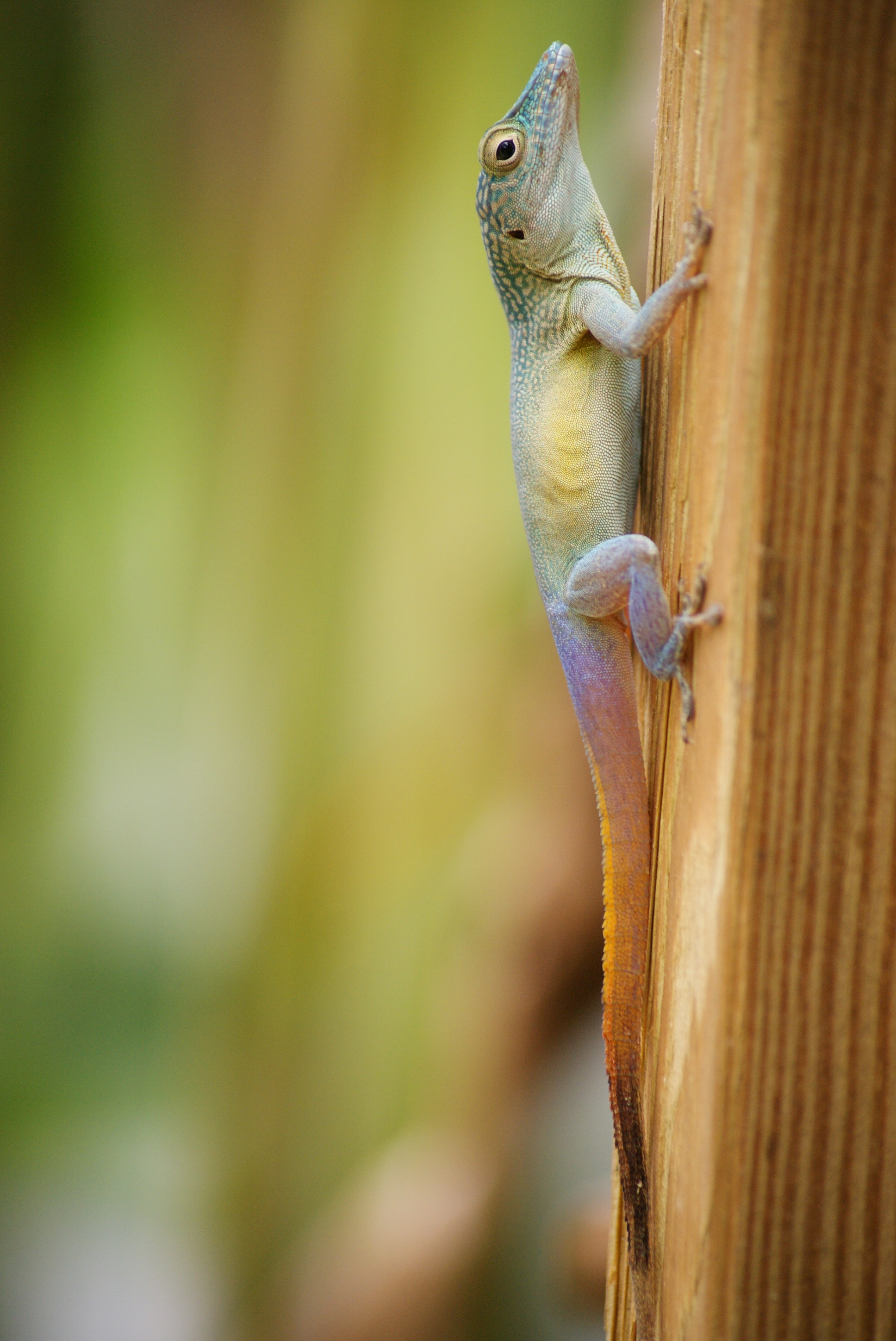
Anolis grahami en Jamaica
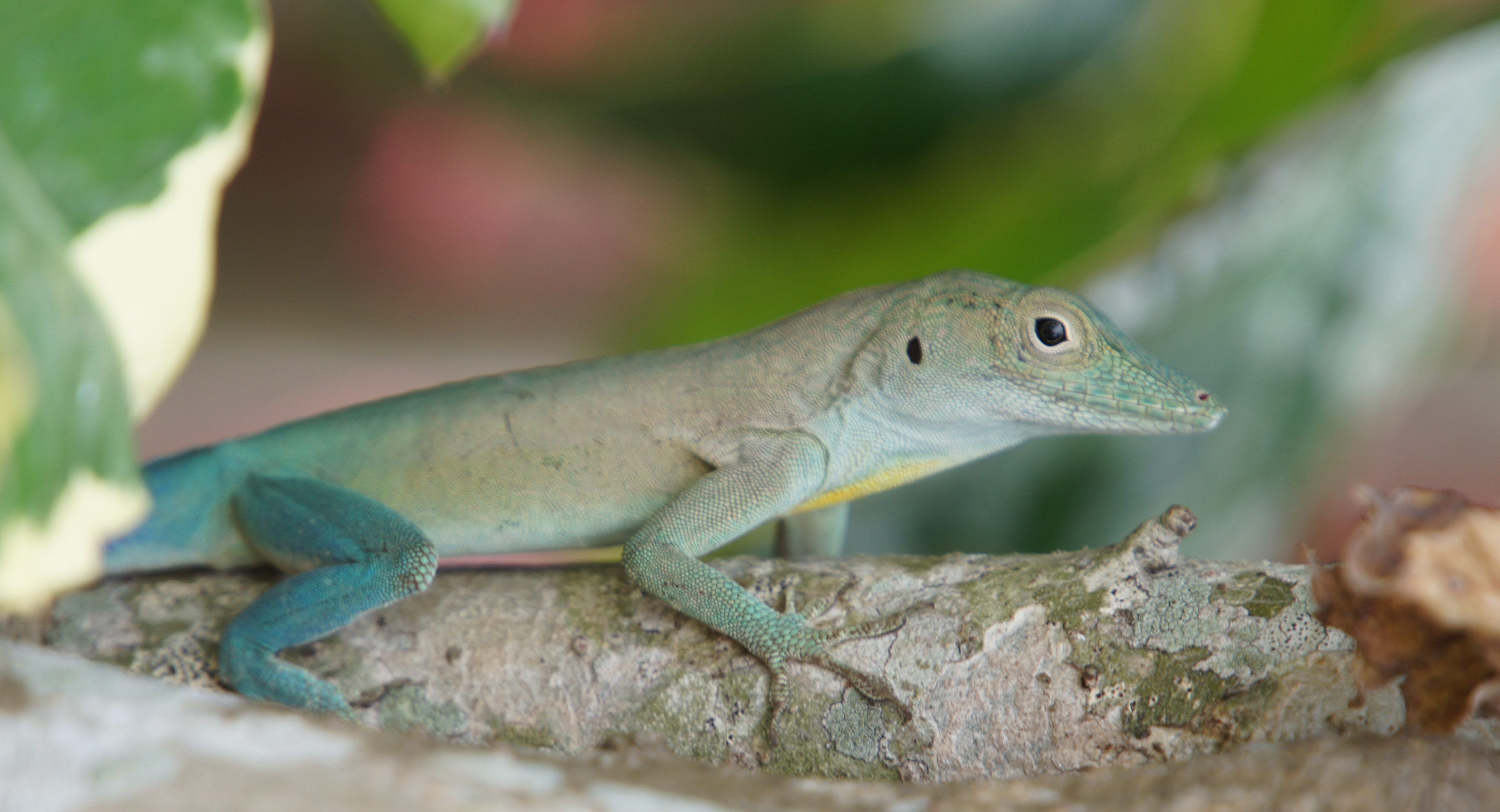
Anolis grahami en Bermudas
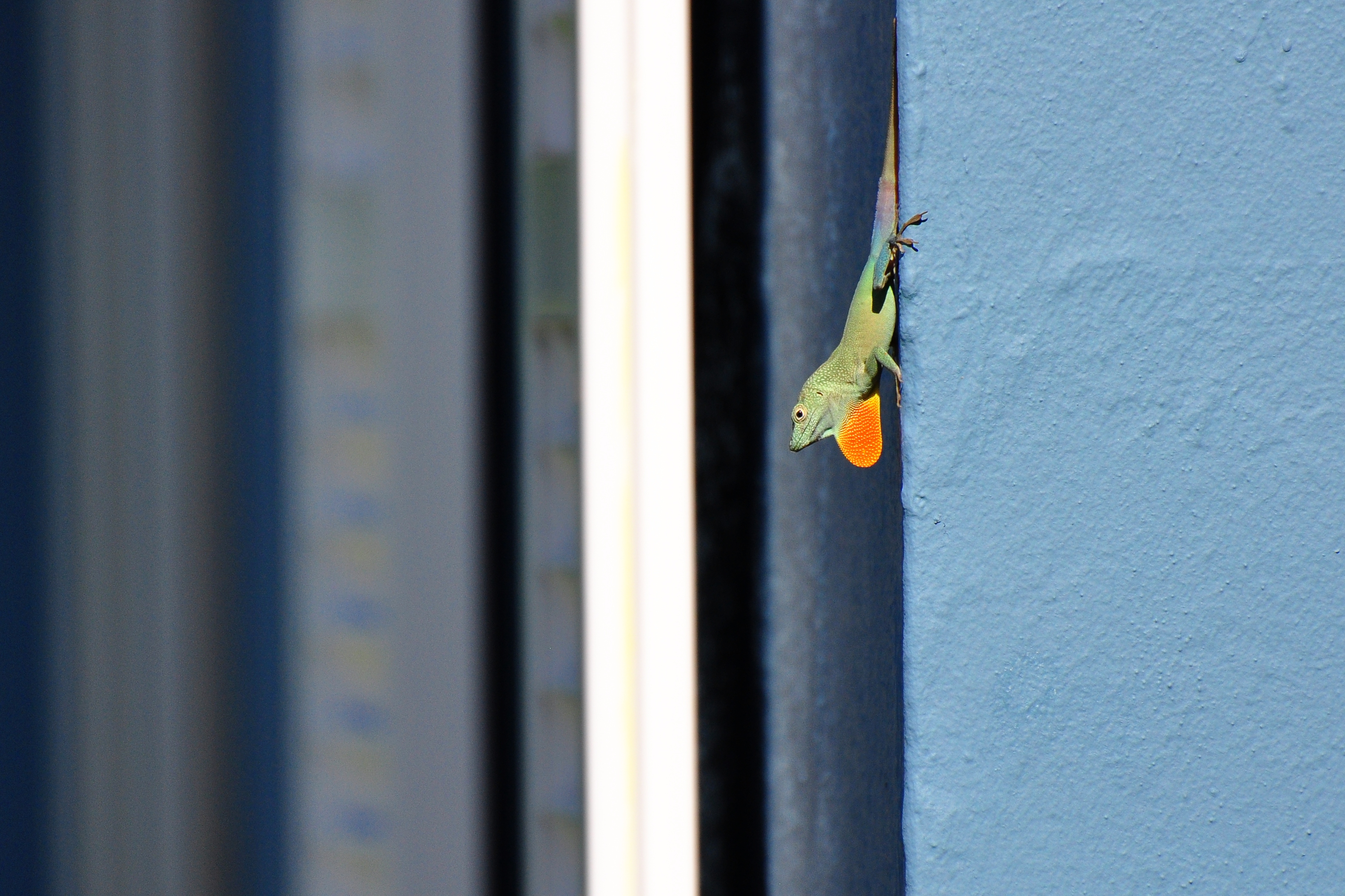
Anolis grahami mostrando su pliegue gular

### Coloración
Estos lagartos tienen una habilidad especial para camuflarse y cambiar de color cuando es necesario. Debajo de la piel del abaniquillo hay células pigmentarias llamadas cromatóforos, responsables de su coloración habitual. Debajo de estas células existen otras células pigmentarias especializadas llamadas melanocitos que contienen melanina, en respuesta a los cambios hormonales, estas células pueden expandirse y enmascarar los cromatóforos, lo que resulta en un cambio de coloración a otra más oscura, por lo que el abaniquillo es capaz de cambiar su tono de azul brillante a diferentes tonos de marrón o casi completamente negro cuando está estresado, a menudo el extremo de la cola, y a veces el tronco, permanece coloreado durante un cambio de color. Estos lagartos también tienen la capacidad de cambiar el color de sólo una mitad de su cuerpo.

## Taxonomía
Se reconocen como válidas dos subespecies, incluida la subespecie nominotípica.
- Anolis grahami aquarum Underwood & E. Williams, 1959 – Parroquia de Portland y Parroquia de St. Thomas, Jamaica
- Anolis grahami grahami Gray, 1845 - La mayor parte del norte, oeste, sur y centro de Jamaica

### Estructura
Los Anolis grahami tienen una bisagra desarrollada y móvil en el cráneo llamada bisagra cuadratoyugal, que es un rasgo definitorio del orden Squamata. Los miembros de este orden han desarrollado una estructura en la mandíbula que les da más flexibilidad y les ayuda a morder. También suelen tener músculos mandibulares más desarrollados lo que les permite tener más potencia en su fuerza de mordida. El orden Squamata se ha dividido en diferentes subordenes y Anolis grahami forma parte del suborden Iguania.

## Distribución y hábitat

### Jamaica

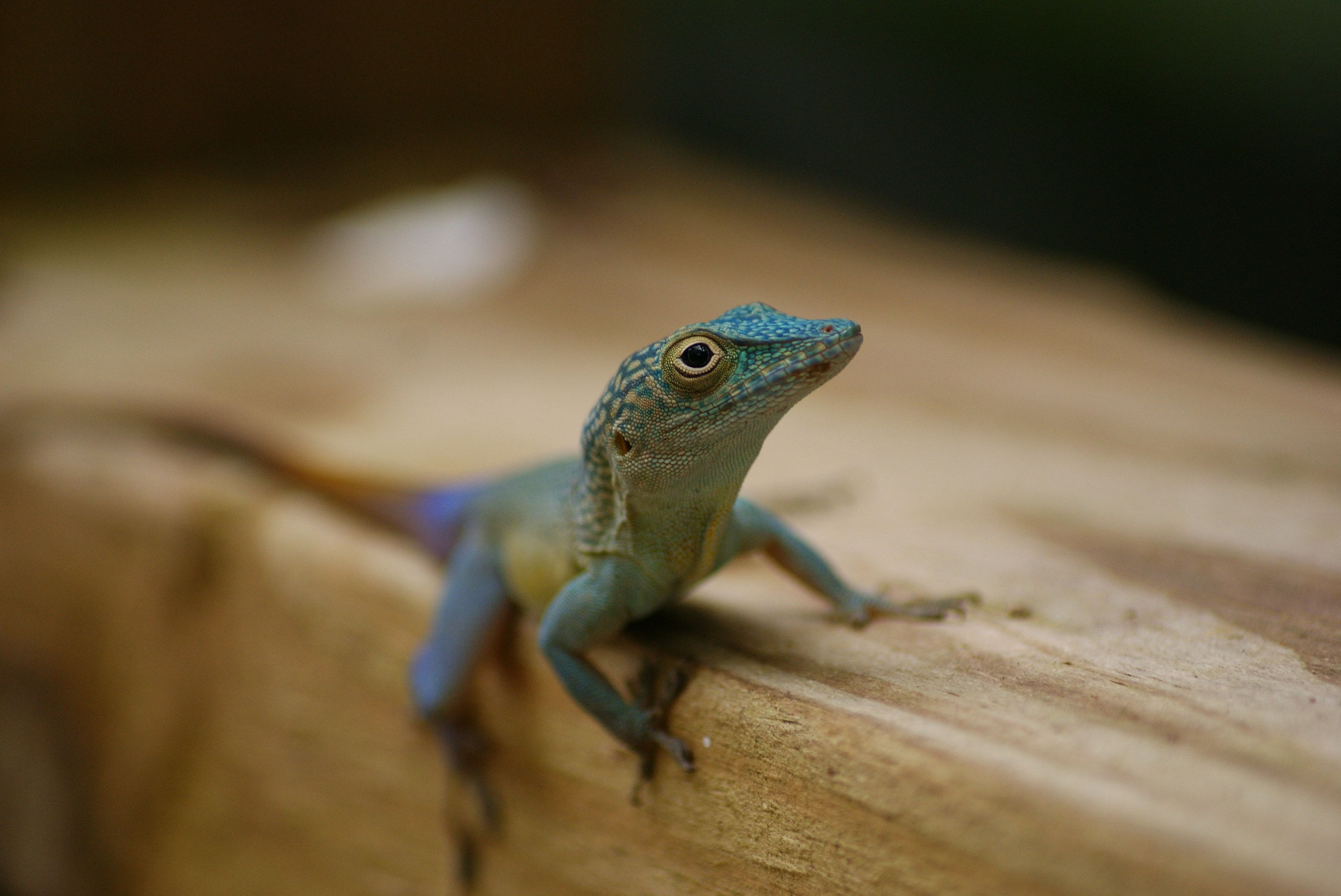
Abaniquillo de Graham en Jamaica

La distribución de Anolis grahami está muy extendida en toda la isla de Jamaica, se puede encontrar en las catorce parroquias jamaicanas. La población de A. grahami está menos presente en las regiones del sur de las parroquias de St. Catherine, Clarendon y Manchester, aunque también se pueden observar algunos A. grahami allí.

### Islas Bermudas
En Bermudas, Anolis grahami fue la primera de las tres especies de Anolis introducidas en la isla. Antes de la introducción de A. grahami, el eslizón de roca de las Bermudas (Plestiodon longirostris) era el único lagarto presente en la isla, pero el abaniquillo de Graham es ahora el lagarto más extendido de las Bermudas. En 1905, Setenta y un A. grahami fueron introducidos en la isla en por un ex director agrícola en un jardín botánico con la intención de controlar la población de moscas de la fruta Actualmente está superando como competencia al eslizón de roca autóctono. Anolis grahami está catalogado como de menor preocupación por la UICN.

### Hábitat
El Anolis grahami es una especie arbórea y se puede encontrar en las ramas más altas de los árboles. También es común verlo en los troncos de árboles altos, en arbustos, en postes de cercas, en las paredes de las casas y en otras estructuras. Debido a sus hábitos arbóreos, este lagarto puede ser bastante difícil de observar en su hábitat natural, a pesar de ser bastante común en toda su área de distribución. Esta especie llena un nicho similar al de Anolis lineatopus en Jamaica, donde las dos especies a menudo compiten directamente. En las áreas donde las dos especies se encuentran juntas, A. lineatopus se ve comúnmente en los troncos y las ramas inferiores de los árboles, que son su hábitat preferido, mientras que A. grahami se encuentra a menudo en las copas de los árboles; esto es similar a la relación entre Anolis sagrei y Anolis carolinensis en América del Norte.

## Anatomía

### Cola
La cola del Anolis grahami comienza como una estructura segmentaria en el cuerpo del lagarto durante su desarrollo, y cada segmento contiene una vértebra. Las colas de estos lagartos tienden a crecer hasta tener aproximadamente el doble de la longitud de sus cuerpos. Se ha determinado que la cola de esta especie crece de forma isométrica, es decir que la contracción muscular reacciona al aumento de la resistencia manteniéndose en la misma longitud, y que cada uno de los segmentos se desarrolla a diferentes velocidades. Los segmentos proximales de la cola, es decir, más cerca del resto del cuerpo, tienden a desarrollarse a un ritmo más rápido, mientras que los segmentos distales crecen a un ritmo relativamente más lento. Esta información tiene el potencial de ser estudiada más a fondo para determinar patrones en la anatomía entre diferentes especies de lagartijas anolis.

### Papada
El pliegue gular es un pliegue de piel que se extiende desde el cuello del Anolis grahami, en los individuos de esta especie es de un color naranja brillante. Se ha encontrado una correlación entre el tamaño del pliegue gular en los machos y la potencia de su fuerza de mordida. Las mandíbulas del Anolis grahami tienen músculos desarrollados, esto les resulta útil al momento de cazar o pelear con otros individuos. Dado que los machos Anolis grahami a menudo se pelean entre sí, su fuerza de mordida es un factor importante en su capacidad para ganar peleas. Se ha descubierto que los individuos macho con un pliegue gular más grande, tienen mayor fuerza de mordida que aquellos con un pliegue gular más pequeño.
Los lagartos Anolis machos exhiben sus coloridos pliegues, junto con movimientos específicos de cabeceo, para repeler a otros rivales y atraer posibles parejas. Por esta razón, los colores de estos pliegues han surgido evolutivamente de manera que sean más diferenciables del entorno de fondo. Se ha demostrado mediante experimentación que la iluminación en la que los lagartos muestran sus pliegues gulares no tiene efecto sobre la eficacia o detectabilidad de sus exhibiciones. Esto quiere decir la iluminación no es un factor decisivo para la ejecución de sus exhibiciones.

### Patas
Los Anolis grahami presentan patas más largas en comparación con otras especies de lagartijas, al permitirles agarrarse a las ramas de los árboles con mayor facilidad. Incluso entre los individuos de esta especie, hubo diferencias significativas en su rendimiento en carrera de velocidad en función de la longitud de sus piernas. Se registró la velocidad de carrera de Anolis grahami con diferentes longitudes de patas en varillas de diferente diámetro. Los individuos con piernas más largas pudieron alcanzar velocidades de esprint más rápidas que aquellos con piernas más cortas, y aquellos con piernas más largas se desempeñaron mejor a medida que aumentaba el diámetro de las barras. La longitud de las patas de la especie es probablemente un desarrollo resultante de la adaptación a depredadores más rápidos encontrados en sus hábitats, y para poder viajar más rápidamente entre los árboles, ya sea para alejarse de los enemigos o para acercarse a los organismos que están cazando.

## Comportamiento

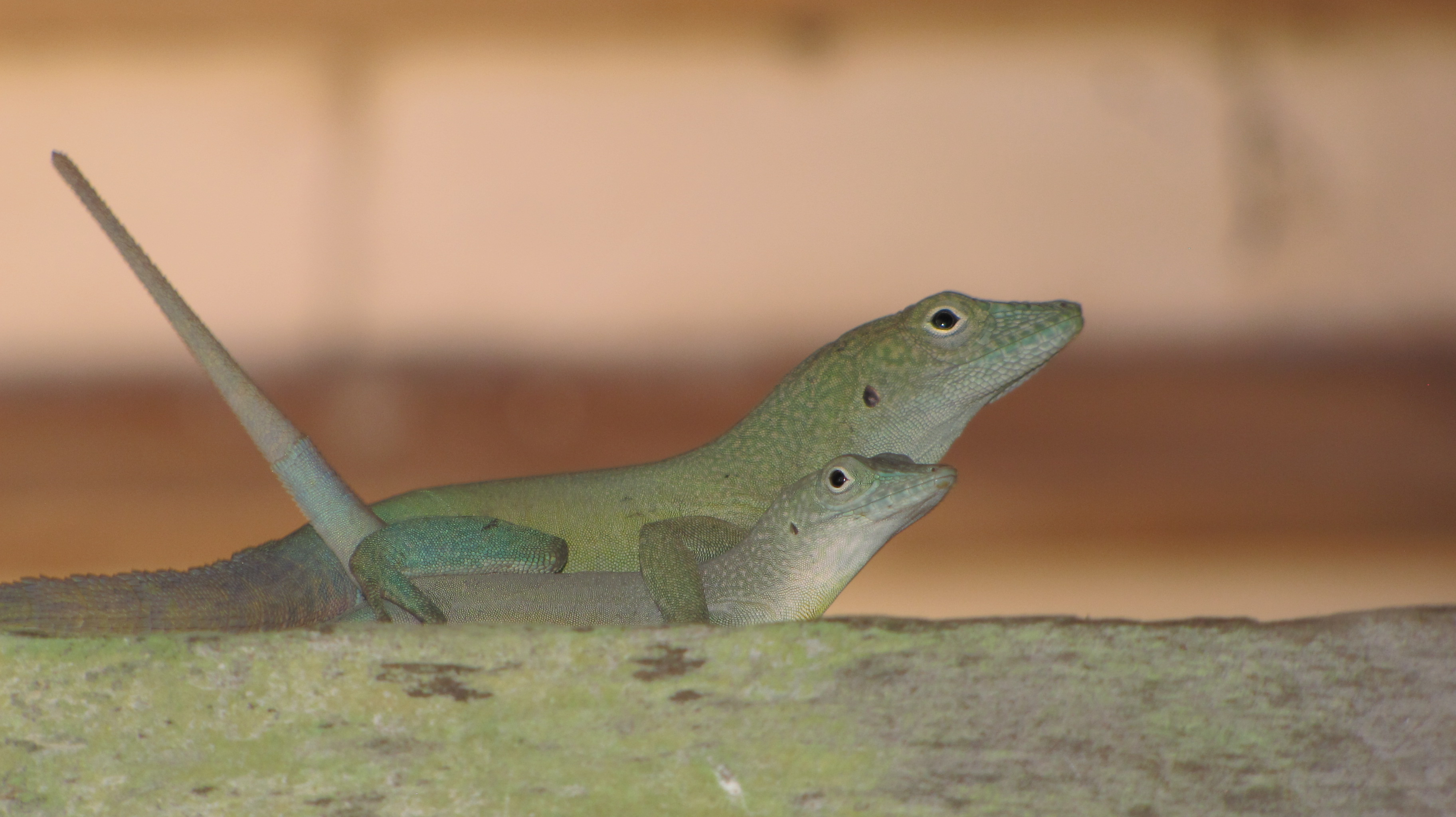
Dos abaniquillos apareándose

Como todas las especies de Anolis, el abaniquillo de Graham es muy territorial. Cuando un abaniquillo macho se enfrenta a otro, este extenderá su pliegue gular de color naranja brillante y moverá la cabeza y el abdomen hacia arriba y hacia abajo como si estuviera haciendo flexiones; si el macho intruso no se retira, se producirá una persecución y si con esto no es ahuyentado, puede producirse una pelea. El vencedor obtiene derechos sobre el territorio. Su exhibición de amenaza territorial también es utilizada por los lagartos machos para atraer a las hembras.

### Alimentación
Como la mayoría de los Anolis, estos lagartos son depredadores de emboscada que prefieren sentarse y esperar a su presa para luego capturarla en rápidas ráfagas de velocidad. Entre las presas que capturan se incluyen pequeños insectos arbóreos como mariposas o libélulas. Otras presas más cercanas al suelo que capturan pueden ser las cucarachas y las moscas domésticas. Esta especie también consume frutas como parte de su dieta, en especial el higo.

### Vocalización
Los Anolis grahami se destacan por su capacidad de utilizar la vocalización para comunicarse entre los miembros de la especie. Se ha documentado que esta especie de lagarto puede emitir distintos tipos de sonidos, cada uno de los cuales puede presentar un significado diferente o transmitir un mensaje diferente para otros miembros de su población. Cuando se involucran en peleas con depredadores y otros lagartos, los Anolis grahami emiten un sonido similar a un chirrido cada vez que realizan un movimiento de ataque. Se ha observado que, cuando realizan ataques de mordida y realizan una inmovilización con la boca, emiten múltiples sonidos chirriantes en sucesión. Además de estos ruidos, los lagartos también se comunican mediante dos tipos diferentes de gruñidos y dos tipos diferentes de chillidos. Los científicos han observado, sin embargo, que los Anolis grahami no responden de forma diferente a los distintos tipos de gruñidos y chillidos, por lo que no se conoce con exactitud el significado de cada uno de estos sonidos. Tampoco se encontraron relaciones significativas con otras especies de Anolis que pueden vocalizar, por lo que se piensa que esta capacidad tiene orígenes polifiléticos. Tampoco se conoce la parte del cuerpo de esta especie de lagarto que produce los sonidos.

### Reproducción
Los hábitos reproductivos de esta especie no están estudiados a profundidad. Se cree que la temporada de reproducción ocurre de abril a septiembre. Ponen sus huevos en lugares apartados, como grietas dentro de troncos en descomposición o dentro de agujeros en los troncos de los árboles. Generalmente suelen poner más de dos huevos blancos pequeños.

### Defensa
Como la mayoría de los lagartos pequeños, el abaniquillo de Graham tiene una amplia gama de depredadores, desde pájaros y gatos hasta especies de lagartos más grandes, incluidos otros abaniquillos de Graham de mayor tamaño. Cuando detecta un peligro inminente, la primera reacción del lagarto es huir, generalmente hacia los árboles. Si el lagarto es capturado o confrontado, su primera reacción será cambiar su color de verde brillante a marrón o negro, lo que indica estrés. También abrirá la boca y mirará boquiabierto al atacante mientras extiende su pliegue gular en un intento de intimidar al depredador. Si el lagarto es levantado o manipulado, éste puede orinar sobre su captor en un intento de disuadirlo. También puede morder, aunque sus dientes no son lo suficientemente grandes como para representar un peligro real para los humanos. Como la mayoría de los Anolis, estos abaniquillos poseen colas autótomas. Si el lagarto es capturado o perseguido, la parte final de la cola puede romperse y continuar moviéndose durante varios minutos, con la esperanza de distraer a sus depredadores y darle al lagarto tiempo suficiente para escapar. Con el tiempo, la porción dislocada de la cola puede ser reemplazada por una varilla cartilaginosa rígida.

## Hibridación
Se ha encontrado, en estado salvaje, un híbrido macho resultante del cruce entre un lagarto de la especie Anolis grahami y uno de la especie Anolis lineatopus neckeri. Este caso fue registrado en Mandeville, Jamaica. Se observó que muchos de los rasgos físicos de este individuo eran intermedios entre las dos especies de sus padres, como la escamación, el color de su cuerpo, el tamaño y las proporciones corporales. Sin embargo, el comportamiento de este individuo en un entorno natural parecía más similar al de su progenitor Anolis grahami. Cuando se le puso experimentalmente en situaciones sociales, no actuó como miembro de ninguna de las especies. Este es un hallazgo importante para entender el efecto de la interacción de los genes en el comportamiento de los híbridos, y es un descubrimiento que acerca la posibilidad de encontrar otros híbridos similares para estudiar en el futuro.

## Estado de conservación
El abaniqullo de Graham está clasificado como "Preocupación menor" por la Lista Roja de la UICN. Dado que este abaniquillo está prosperando en la isla de Jamaica, su población es estable y no se sugieren acciones de conservación. Tiene amenazas limitadas y es capaz de subsistir cerca a poblaciones humanas.